# 伊勢市女性記者行方不明事件
伊勢市女性記者行方不明事件（いせしじょせいきしゃゆくえふめいじけん）は、1998年（平成10年）11月24日に日本の三重県伊勢市で発生した失踪事件である。
1998年11月24日深夜、伊勢市の出版社「伊勢文化舎」に勤務する編集者兼記者の辻出 紀子が消息を絶った。三重県警察は辻出に最後に接触したとみられる取材相手の男性Xに容疑を向け、逮捕監禁容疑による別件逮捕も駆使してXを追及した。しかし、逮捕監禁事件については津地方裁判所でXの一審無罪が確定し、反対にその公判で提出された取調べの録画テープにより、津警察署が偽計や威圧を駆使した違法な取調べを行っていたことが判明した。
無罪判決後、Xは日本弁護士連合会に対して人権救済を申立て、その結果として日弁連人権擁護委員会も、三重県警本部長および津地方検察庁検事正には人権侵害行為を伴う取調べについて強い警告を発する事態に至った。しかし、Xはその後提起していた複数の賠償請求訴訟を自ら取り下げ、また「無罪が確定すればすべてを話す」と辻出家に述べていたにもかかわらず、辻出家に対して沈黙を貫き続けた。
以上の経緯から、Xが辻出の失踪に関係しているのではと未だ疑問視されているが、北朝鮮による拉致説など、信頼性に欠ける多くの巷説も流布され続けている。三重県警は失踪から10か月後の1999年（平成11年）9月24日から公開捜査を開始し、所轄警察署である伊勢警察署に捜査本部を設置して捜査を行っているが、辻出の失踪事件は未解決のままである。

## 失踪者
辻出 紀子（つじで のりこ、1974年〈昭和49年〉11月3日 - 1998年〈平成10年〉11月24日23時以降失踪）
辻出は1974年11月3日午前0時16分、宮崎県宮崎郡佐土原町（現在の宮崎市）の母の実家の近くの産院で生まれた。同年12月15日から父の赴任先である徳島県徳島市で住み始める。1975年8月、父の仕事の関係で彼の実家、三重県一志郡一志町（現在の同県津市）に転居。父親らによれば、辻出は小学生のころから自宅近くの川が増水したり、雪が降ったりするとカメラを手に飛び出すような人物であり、学生時代からマスコミ志望だったという。
1981年4月、一志町立波瀬小学校入学。1987年4月、一志町立一志中学校入学。1990年4月、三重県立津高等学校入学。1993年4月、立命館大学法学部（政治行政コース）入学、1997年3月に卒業。翌4月に三重県伊勢市の伊勢文化舎（当時は伊勢志摩編集室）に入社、それ以降は中南勢地方を中心に、県内全域を対象として企画取材を手掛けていた。同社が発行していた雑誌『伊勢志摩』（現：『伊勢人』）の第17巻第2号（第97号/1997年6月・7月号）から編集に携わる。1998年2月発行の同誌第17巻第6号（通巻101号/1998年2月・3月号）では、「これを書きたいがために入社したといってもいいほど憧れていたシリーズ」であった特集「この町自慢」でカラー5ページを担当していた。以来、同誌の第18巻第5号（通巻第106号/1998年12月・1999年1月号）まで「編集後記」に辻出のコメントが掲載されており、第6号（同107号/1999年2月・3月号）まで制作に携わっていた。当時の社長だった中村賢一は、辻出について「活発で、他人を警戒するような心を抱かず飛び込んでいって話ができるタイプ。トラブルもなくて評判は良かった」と語っており、失踪後も家族に対し捜索願を出すよう言ってはいたものの「好きな海外にでも行っているのでは」という気持ちで捉えていたという。同社によれば、辻出は行方不明になる直前も 熊野古道の取材を予定しており、意気込みを見せていたという。また、本人は自身の性格を「石橋をたたく前に飛び越える」と評していた。なお失踪後の1999年（平成11年）1月31日付で、辻出の家族が辻出の退職願を提出している。

## 失踪
1998年11月24日23時ごろ、当時24歳だった辻出は、勤務先である伊勢文化舎（伊勢市神田久志本町：座標）を出たのを最後に、信頼に足る情報が得られないまま消息不明となった。辻出は同日の日中、カメラ屋に写真の現像を頼んだままであり、また深夜に会社を出た際も、寒気のなかダウンジャケットを会社に置いたままであった。そして、辻出は同日の昼間に、過去の取材から接点のあった男性Xから幾度か電話を受けており、また会社を出る直前にも、このXから電話を受けていた。
翌25日になっても辻出は出社しなかったが、同僚は昨夜の残業もあって不審には思わなかった。辻出は同月18日から23日に休暇を取り、4泊5日のタイ旅行に出かけており、失踪当日の24日が帰国後の初出勤日だったが、同日も普段と変わりなく打ち合わせや取材を行っていた。旅行から帰ったばかりであったため、休暇中に仕事が溜まっていたのであろうと判断した家族も、彼女が帰宅しなかったことを心配しなかった。辻出の失踪を家族と会社が知ったのは、市内の保険会社駐車場に放置されていた彼女の自動車を動かすよう、伊勢警察署が辻出家に連絡してからであった。辻出の乗っていた車は紺色の日産・マーチ（ナンバー：三重77す 8171）である。また車が見つかった場所は、伊勢市黒瀬町にあった大東京火災海上保険会社営業所（座標）の駐車場である。この駐車場は県道沿いの駐車場で、辻出の職場であった伊勢文化舎（伊勢市神田久志本町）からは東へ約1キロメートル離れており、また伊勢文化舎から見て、辻出の自宅（一志町）への方向とは逆方向にあった。

## 初動捜査
駐車場で発見された辻出の車は、彼女の几帳面な性格に反して、駐車場の白線を無視して斜めに停められていた。ドアはロックされた状態で車内に荒らされた形跡はなかったが、財布や手帳、携帯電話などが入ったショルダーバッグはなくなっていた。また、辻出は非喫煙者であったにもかかわらず、車内からはタバコの吸殻が1本発見されている。運転席の座席も普段より下げられた位置にあり、普段はエンジンをかけると流れるカーステレオも切られた状態にあった。その一方で、辻出の銀行口座から預金が下ろされた形跡はなかった。
これらの異状にもかかわらず、生活安全課は家族に車を移動させた後も辻出を「家出人」として扱い、捜査を求める両親の言葉にも応じなかった。辻出の父は伝手を頼って副署長にも面会したが、副署長も笑って宥めるのみであった。1か月後に非公開での捜査が始まってからも、伊勢署は家族と同僚の事情聴取を別々に行い、また辻出の家庭問題を疑ったため、会社側の情報を家族には伝えようとしなかった。

## 被疑者X

### 辻出との関係
辻出に最後に接触したとされるXは、そもそも尾鷲市役所が彼女に引き合わせた男性であった。当時の三重県では「東紀州体験プロジェクト」などの大型イベントによる振興が図られており、『伊勢志摩』誌の編集者兼記者であった辻出は、東紀州に顔が広い取材協力者を探していた。そこで尾鷲市役所が辻出に紹介したのが、隣接する海山町で熱帯魚販売店を営み、地元の青年会議所で副理事長も務めていたXであった。
子供向け自然ふれあいイベントで講師を務めたり、女性に紳士的に接したりするXに対し、辻出は信頼を寄せるようになり、Xの顔写真を同僚に見せて「かっこええやろ」と言ったりもしていた。1998年6月に発行された『伊勢志摩』第103号には辻出によるXを取材・特集した記事が掲載されており、同号の編集後記で辻出は「〔X〕さんの、自然の中での表情ときたら。実に嬉しそうなのだ。自然は人を笑顔にさせる力があると思う」とも書いている。

### 私生活
一方で、下記の逮捕監禁容疑でXと離婚することになるXの最初の妻や、その関係者からは、Xが「東京に行って帰ってくると薬物の匂いが体からぷんぷんしたり、全然寝ない日があったりした」「包丁を持って部屋に閉じこもり『死んだる』とわめき散らしてみたり、すぐカッとなって物を投げつけたり、食卓をひっくり返したりした。性的にも普通ではなく、医学本に載っている女性の陰部をなめ回すほどに見たり、椅子の下にコンドームを敷き詰めたり、自慰行為を狂ったようにし続けたりし」た、との証言も得られていた。希少動物の輸入によるワシントン条約違反によって、40万円の罰金刑に処せられたこともあったという。

### 「任意」取調べ
このXを辻出の失踪に関与していると見た伊勢署は、翌1999年（平成11年）1月26日にXを任意同行させ、2月3日まで取調べた。聴取は朝8時頃にパトカーがX宅まで赴き、そのまま署で23時から深夜0時頃まで取調べ、1時から2時頃に帰宅させるという、任意という名目からはかけ離れたものであった。
警察はXに対し、辻出を殺害して遺体をどこに遺棄したのかと自白を迫った。Xは当初の調べに対しては「辻出とは夏以来会っていない」と話していたが、供述を変転させた末、11月24日23時頃に辻出と会ったことは認めた。また、Xは辻出失踪の直後に、刑法・刑事訴訟法関連の専門書を数冊購入していた。
しかし、警察はXの周辺人物に聞き込みを行い、家宅捜索も実施したが、Xが辻出の失踪に関与しているとの確たる証拠は挙がらなかった。Xは女性の使用済み生理用品を所持しており、その血液型は辻出のものと同じB型であった。しかしXの交際相手の血液型もまたB型であり、さらに生理用品はその後Xに返却されたため、DNA型鑑定による再鑑定は不可能となっている。

### 別件逮捕
Xは辻出の失踪には無関係であると主張し続けたが、伊勢署は1999年2月10日にXを逮捕監禁容疑で逮捕し、身柄を津署へと移送した。その詳細は、1997年（平成9年）12月16日13時ごろから翌17日17時ごろまで、東京都港区で、Xが上京するたびに会っていた馴染みのホテトル嬢Aを、その手を縛って彼女の自宅マンションに閉じ込めた、というもので、動機はAから別れ話を切り出されたことに逆上したためとされた。しかし、この逮捕監禁事件で被害届が出されたのは発生から1年以上が経過した1999年2月5日のことであり、これは辻出失踪事件を本命とする明らかな別件逮捕であった。
同年3月4日にXは逮捕監禁事件で津地方裁判所へ起訴されたが、その身柄は三重刑務所に移監される7月22日まで、津署へ留め置かれた。Xはこの4か月半以上の間も、辻出失踪事件について追及を受け続けたが、2月11日に弁護人に選任された室木徹亮は、彼に対し完全黙秘を指示した。

#### 裁判
1999年3月26日に津地裁（柴田秀樹裁判官）でXの逮捕監禁事件に関する初公判が開かれたが、Xは罪状認否で無罪を主張した。

##### 証言
東京での逮捕監禁事件についてはその後、被害者とされるAの証言も公判に提出された。しかしその内容は、「Xに退去を求めたところ暴行・強姦されたが、にもかかわらずその後自らハルシオンや精神安定剤を服用して眠ってしまったので、詳細はよく覚えていない」という不可解なものであった（津地方検察庁はこれに対し、Aの証言は明確・詳細かつ変遷がなく、またその内容の一部はAの友人やXの元妻の供述からも裏付けられている、と反論している）。

##### 写真
さらには弁護側の物証として、犯行があったとされる時間帯にXがAの部屋を撮影した写真や、Aとの会話を録音したカセットテープも提出されていた。写真が撮影された時間帯は、それに写り込んだテレビの画面から明らかであったが、それらの写真にはAの姿も彼女のハンドバッグなどもなく、携帯電話の充電器にAの携帯は差し込まれておらず、玄関にもAの靴は写っていなかった。
これらの写真は、逮捕監禁事件があったとされる1997年12月17日朝3時から10時2分まで、Aは現場にいなかったことを強く疑わせるものであった。また、Xは自身が写っているものを含めたこれら写真の入った使い捨てカメラを、現像もせず逮捕時まで手許に置き続けていたのであって、捏造の可能性も考え難かった（津地検はこれに対し、写真は撮影の状況・目的がまったく不明であり証拠価値は低い、と反論している）。

##### 録音テープ
テープに録音されたXとAの会話は、AがXに対し「やだぁー、ここで話して」「仕事だったら、余り好きでないやつでもエッチしてもいい。〔X〕君とは仕事じゃない。だから……」などと甘えた様子で話しているものであった。さらに、A宅にXがいることやXにAの交際相手の電話番号を教えたことを秘密にして欲しい、とAがXに頼んだり、AがXからの求めもなしに自由に交際相手に電話を掛けている状況も録音されていた（津地検はこれに対し、テープの録音状態は極めて不鮮明であり、録音のタイミングもXが縛っていたAの手をほどいた後の、緊張が弛緩した状況であったと反論している）。

##### Aの手帳
これに加えて、Aが仕事の売上を記録していた手帳には、1997年12月16日夜から翌17日朝、すなわち逮捕監禁事件があったとされる時間には働きに出ていたことを推定させる記述がある。にもかかわらず、検察側にはこの手帳の正確性やAの勤務状況について、何ら裏付け捜査を行った形跡が見られない（津地検はこれについて、Aは普段売上記録を手帳に数日分まとめ書きしており、そもそも犯行日の特定はAがXに借金を返済した際の領収書の日付によるため、手帳に証拠価値はない、と反論している）。
さらに、検察側はXの無実を推定させるこれらのカセットテープおよび手帳を入手していたにもかかわらず、その存在は弁護側が独自に調査するまで秘匿されたままであった。

#### 判決
1999年9月7日の論告求刑公判で、検察官はXに対し「犯行は極めて悪質で動機も身勝手。反省の情も全くうかがえない」として懲役1年6月を求刑したが、弁護人は同年9月21日の最終弁論で改めて無罪を主張した。津地裁（柴田秀樹裁判官）は同年10月5日、Xに対し無罪判決を言い渡した。同地裁は弁護側が提出した前述の証拠の数々に基づいてAの証言の信用性を否定し、犯行を認定することは困難であると結論付けた。検察側は同判決に対し控訴せず、控訴期限の翌日である同月19日をもってXの無罪が確定した。

#### ポリグラフ検査の強要
他方、別件逮捕後も辻出失踪事件に関する追及は続き、津署は1999年4月29日にXをポリグラフ検査にかけようとした。しかし、刑事が検査機器をXに装着させようとした際に、Xの両腕を強く握って揺さぶったため、Xは右肘内側に表皮剥離の障害を受けたという。翌30日に室木が接見室でこの傷を写真撮影し、その後逮捕監禁事件での公判で、別件逮捕の違法性と刑事による暴行を訴えた。
すると検察側はこれに対し、ポリグラフ検査の際に刑事の暴行があったことを否定するため、津署でのポリグラフ検査の状況を撮影したビデオテープを提出した。ところがそのビデオには、後にXから人権救済申立てを受けた日本弁護士連合会が強く問題視するほどの、多数の問題行為が含まれていた。その取調べ内容とは、
- Xに対する暴行として、
  - 検査を実施しようとした際の、Xの右太腿内側への右平手での殴打1回
  - Xの組んだ脚の左側を、大声で「〔X〕、なんでや、お前。おぉ。ちゃんとはずせ、足ちゃんとせい」と言いながらの左手での払い[52]
  - 両手でXの両腕を掴み、「なにが拒否じゃぁ！ 令状出てるんやないか、こらぁ！〔中略〕拒否もクソもあるかぁ！ 能書きたれとんなよ、お前、いつまでも[52]」などと怒鳴りながら、幾度もXの身体を揺する
- 弁護人との接見妨害として、
  - ポリグラフ検査を拒否できるか室木に確認したいと求めるXに対し、「〔X〕、お前、弁護士っちゅうのはな。関係ないわ」「後で聞きゃ、えぇやないか」「弁護士はオールマイティーと違うんやで」「法的にはできないんだよ。もう」との発言
- 黙秘権に関する虚偽の説明について、
  - 「黙秘っちゅうのは、私が犯人ですと認めてるわけやぞ。〔中略〕都合の悪いことだけは黙秘してもよろしいよっちゅう規定やぞ。それを黙秘しますっちゅうことは、都合の悪いことだらけですっちゅうことやぞ」「自分がしゃべりたないことしゃべらんて、そんな黙秘権はないわさ」[53]などとの、黙秘権の行使によってXが犯人であると認定されるかのような偽計を伴う威圧
- ポリグラフ検査に関する虚偽の説明について、
  - 「今ここに、白か黒かはっきりしてもらえる機械与えてもろとんやないか。それを、拒否するちゅうんは黒としかないやねんからな」「お前は自分で蹴ったんやぞ。最後の道を。だから今から、白っちゅうよな言葉使うなよ、お前。の。証拠はないけれども、真っ黒んなったんや、今の時点から。よう覚えとけよ。俺自身のも。の。わかった。真っ黒なんやで。前よりいっそう黒なったんやで。もう限りなく黒に近い黒や」[54]などとの、ポリグラフ検査によってXの犯人性が確定するわけでも、検査を拒否したとしても犯人と見做されるわけでもないのに、それが事実であるかのような偽計を伴う威圧
- その他の虚偽の説明について、
  - 「君は、義務があるやないか。逮捕されとんのやで」「逮捕された被疑者はどんなことがあっても取り調べ拒否できひんやないか。弁護士にそのぐらい聞いとるやろが、え。応じる義務があるて、書いてあるやろが」「被せられてる容疑が殺人やねんから」との、Xが辻出失踪事件で逮捕されているかのような偽計を伴う威圧
  - 「どって証明するん。どこで証明するんにゃ。伊勢の事件をどって無実証明するんや。え。どって証明するんにゃ。アホみたいなことばっか言うなよ。どこで証明するの[55]」との、Xの側に無罪の立証責任があるかのような偽計を伴う威圧
  - 「一〇年勝負してって、警察と一〇年勝負して負けんのお前に決まっとるやネいか、ほんなもん。勝った奴おらへんぞ、ほなもん。ヤクザでも尻尾巻いて逃げて行くんやないか、警察と勝負して。一〇年つきまとわれて見ろ。どんなにヤなもんか、お前、わからへんやないか[56]」などとの威圧
  - 「令状出とんのやで何してもええんやで、鑑定処分やて。必要があったら切り刻んでもええんやで。チンチンの中へ棒突っ込むこともできるんやないか。え」との、鑑定処分が無制限に行えるかのような偽計を伴う威圧

というものであった（室木は、検察側が「適正な取調べが行われた証拠」としてこのビデオテープを提出してきたことに恐怖を覚えた、と述べている）。
また、日弁連人権擁護委員会は4月29日のビデオテープ内容のみならず、
- 2月17日の調べにおける、「弁護士が余り黙秘権を使えと被疑者に言うと、〔中略〕弁護士会から追放になる」などとの、偽計を伴う威圧
- 翌18日の調べにおける、Xが室木から説明された黙秘権の意味について「弁護士が黙秘権についてそんなことを言うと、弁護士も大変なことになる」などとの、偽計を伴う威圧
- 同18日の調べにおける、捜査過程で入手したXの裸の写真を提示しての、「この写真を証拠に出せば、裁判官はお前が変態だという心証を持つぞ」との威圧

という捜査手法も問題視している（しかし三重県警本部はこれらについて、取調べ内容はいずれも通常の説得行為、または事実の告知の範疇にある、として違法性を否認している）。

### 日弁連による警告
以上の事実を踏まえ、最終的な調査結果として日弁連人権擁護委員会は、2001年（平成13年）2月7日に三重県警本部長・警察庁長官・三重県公安委員長・津地検検事正へ宛てて、それぞれ警告と要望を発している。
三重県警本部長宛ての警告について人権擁護委員会は、津署がXに対して行った行為は「違憲違法な人権侵害行為である。今後、被疑者の取調べに当たっては違法な捜査を厳に慎み、被疑者の黙秘権や弁護人との接見交通権などの権利を最大限に尊重されるように警告する」とした。そして警察庁長官及び三重県公安委員長に対し、所轄する警察署において今後同様の人権侵害が発生しないよう、指導・監督を強化するよう要望を発した。
また津地検検事正宛ての警告について同委員会は、当時得られていた証拠を考慮すれば逮捕監禁事件については、少なくとも「嫌疑不十分」の判断を行うのが正当であったのは明らかであり、「〔X〕は本件起訴後も四ヶ月半にわたり代用監獄に勾留され、その間〔辻出〕失踪事件についての執拗な取調を受け続けたこと等の起訴前後の事情を考慮すると、貴庁は、〔辻出〕失踪事件についての取調べ機会を確保する目的で恣意的に起訴相当の判断を行ったとの疑いを払拭できない」と述べた（これについては起訴担当検事自身も後に、辻出失踪事件の調べを続けるための、無理筋の起訴であったと認めている）。
そして、「当然に不起訴とすべきであるのに敢えて起訴したこと及び無罪の重要な根拠となるべき証拠（カセットテープと手帳）の存在を明らかにしようとしなかった対応は、検察の職責に悖るものであるとともに被疑者・被告人の権利を侵害する違法な人権侵害行為であると評価せざるを得ない」と警告している。

### 無罪判決後のX
勾留中にXは辻出家に対し、「逮捕監禁事件で無罪を勝ち取った暁にはすべてを話す」という内容の書面を、室木の署名入りで提出していた。
しかし、無罪判決後の釈放翌日に辻出の両親が面会を求めると、Xは義兄を通して「私たちはマスコミ報道に我慢がならない」「やるだけ無駄だという結論になった」「いくら灰色といわれても放っておく。もちろん、人権を侵害するような報道には法的な処置をとる」「伊勢文化舎の代表が怪しい」などと述べて面会を断った。そして、「今後もし話をする気になったら、内容をマスコミに漏らさない、回答をあげつらうような質問をしない、などの条件付きの上で、弁護士を通じてあなた方に連絡する。それまであなた方からの連絡は拒否する」との旨を一方的に宣告した。
さらにXは、日弁連への人権救済申立てに加え、逮捕監禁事件でのAおよび2人の証人に対して連帯で3000万円を求める損害賠償請求訴訟を、国と三重県に対して同じく3000万円を求める国家賠償請求訴訟を提起した。また取調べ中に暴行などを受けたとして、三重県警の捜査員3人を特別公務員暴行陵虐罪、同致傷罪で津地検へ告訴した。結果的にXは賠償請求訴訟を取り下げたが、マスコミに対しても同様の訴訟を起こす構えも見せていたため、その後は警察もメディアもXを追及することに及び腰になった（三重県警の元捜査員によれば、無罪判決の後、今後一切Xには手出しをしないように、との通達があったという）。
その後も沈黙を守り続けるXに対し、業を煮やした辻出の父は室木のもとを訪ねたこともあったが、その際に室木から半笑いで「あなた方、人の揚げ足取るようなことばかり言って、何にもならなかったな」と言われたという。
Xは辻出の失踪から25年後の2023年（令和5年）11月24日から2024年（令和6年）1月31日にかけ、5回にわたり、三重県内の知人女性（当時30歳代）宅に押しかけ、繰り返し周辺をうろつくなどのストーカー行為をしたとして、2024年7月11日にストーカー規制法違反で三重県警に逮捕され、同月31日に津地検から起訴された。Xは同年10月21日、津地裁（出口博章裁判官）で懲役10月・執行猶予3年（求刑：懲役10月）の有罪判決を言い渡されている。

## その後の捜査・支援活動
辻出失踪直後の1999年1月には、辻出の学生時代の友人たちや、有田芳生、鳥越俊太郎（室木の友人であり、室木の依頼でXの冤罪を訴える番組を構想していたが、その後断念）、村尾信尚（元三重県庁行政改革担当部長）などの報道関係者により、「辻出紀子写真展」が開催されている。同様の写真展は、2001年11月に東京と伊勢市でも開催されている。
辻出の両親は娘が行方不明になって以来、知人や行きつけの店、取材先に娘の写真を配るなどして情報提供を求め、また慣れないパソコンを操作して辻出のメール仲間と連絡を取ったりして、娘の行方への手掛かりを捜していた。1999年7月初め、辻出の両親は自宅を訪れた『中日新聞』の記者に対し、娘の行方不明事件を報道するよう求め、同紙は両親の心境が綴られた手記などを報じた。新聞やテレビで事件が初めて報じられたのは、県警が公開手配に踏み切る約2か月前のことであった。
三重県警は、成人女性が合理的な理由なく突然行方不明になったことから事件性があると判断、1999年9月までに捜査一課や機動捜査隊、鑑識課、機動隊など述べ3000人の捜査員を導入して捜査・捜索活動を行い、約600人に対する聞き込みも行ったが、全く手がかりがつかめなかった。辻出の失踪から10か月が経過した1999年9月24日から、県警は時間の経過とともに事件性を中心とした活動を強化する必要があると判断したことや、家族の要望が強いことなどから情報提供を求める公開手配に踏み切り、それから20年後の2019年（令和元年）までに、捜査には約3万1900人が投入された。情報提供者への謝礼金上限額は300万円に設定され、失踪から25年後の2023年（令和5年）10月までに提供された情報は102件に上るが、有力な手掛かりは得られていない。2007年（平成19年）11月24日からは両親や辻出の友人らが結成した捜索団体が、懸賞金300万円を用意して情報提供を求めるようになり、その際に山中で重機を使って不審な作業をしている人物がいたとの情報が提供されたことを受け、2010年（平成22年）2月には三重県警捜査一課が尾鷲市の山中で、辻出が行方不明になって以来初とされる3日間の大規模な捜索を行い、重機で地面を掘り返すなどしたが、手掛かりは発見できなかった。同年以降は、辻出の母校である立命館大の三重県校友会も捜索に協力している。
事件以来、辻出の両親は毎年11月24日に情報提供を求めるビラを配り続け、警察に重機で怪しい場所を掘り起こしてもらったこともあった。四国八十八箇所もすべて巡り、テレビ番組の超能力捜査官やダウジング専門家にまで頼ったが、何ら成果は得られなかった。辻出の両親は失踪から10年となる2008年（平成20年）時点で、娘が殺害された可能性も考えて殺人罪の公訴時効（当時は発生から15年）を気にかけ、「この4年ぐらいが勝負」と述べていた。彼らは2019年時点で娘の生存をほぼ諦めているが、それでもなお情報提供を呼び掛け続けている。

### 北朝鮮による拉致説
失踪事件発生から10年後の2008年（平成20年）9月、『産経新聞』は「北朝鮮事情に詳しい中朝関係筋から」の情報として、「〔日本側は〕辻出さんの『つ』の字も出さなかったのに、先方から辻出さんの名前をフルネームで言った」と報じた。拉致問題を調査している日本の大学教員が、辻出を知っている脱北者と韓国で出会った、とも報じられた。
特定失踪者問題調査会はこの報道当日、辻出の両親とともに記者会見を行い、辻出を同調査会の「不明者公開リスト」に追加している。また同調査会の一関係者は、失踪前の辻出がメーリングリストに「北朝鮮に行ってよど号グループにインタビューしたい」と書き込んでいたことを根拠に、「辻出が自ら海路で北朝鮮に入り、よど号グループへのインタビューに成功した後で消息を絶った」と断言している。さらに2014年（平成26年）3月には三重県警が辻出家に申し入れたことにより、辻出の名が警察庁による「北朝鮮による拉致の可能性を排除できない失踪者」リストに加えられている。
しかし、辻出が自ら北へ入った根拠とされるメーリングリストには具体的な内容は一切なく、辻出を知る脱北者と会ったと主張していた大学教員も、数年後には「人違いだった」と発言を撤回している。また、2014年9月によど号グループのリーダー小西隆裕に直接インタビューしたジャーナリストの伊藤孝司によれば、辻出に会ったこともなければ名前も知らない、と小西は驚いたように回答したという。
同年7月に『日本経済新聞』が「北朝鮮で存命の日本人リスト」についてスクープした際には、辻出家にも取材陣が詰めかけたが、辻出の母は「拉致の可能性はないんでね、記者の皆さんにはお帰りいただいたんです」と取材を拒否するなど、家族ももはや北朝鮮による拉致説には信を置かなくなっている。

### その他の説
辻出はかつて性風俗産業で栄え、「売春島」とも俗称された志摩市の渡鹿野島について取材を試み、何らかのトラブルに巻き込まれ失踪した、との噂がインターネット上では流布している。しかし、辻出の周辺人物は彼女が渡鹿野島の性産業に関心を抱いていたことを一様に否定している。また、渡鹿野島は極めて小さいうえ常時対岸に渡し船が出ており、事件の存在を隠し通せる可能性は極めて低い。
別の説として、辻出は1998年11月19日から失踪前日の23日まで、タイ王国ターク県メーソート郡近郊の難民キャンプを取材していた。取材に同行していた友人によれば、辻出はキャンプで難民の男性に「私と結婚したらここから出られるのにね」と冗談半分で励ましたところ、男性はそれを本気にしてしまったという。辻出はその難民の求婚を断り切れず、彼とともに逃避行に出たとの噂もあるが、辻出のパスポートには事件当日の出国記録は存在しない。
その他にも、辻出は東紀州のアワビ密漁者とのトラブルに巻き込まれたという説もあるが、いずれにせよ辻出の両親はその後も、Xに対する疑念を捨ててはいない。